# フェブラリーステークス
フェブラリーステークスは、日本中央競馬会（JRA）が東京競馬場で施行する中央競馬の重賞競走（GI）である。
競走名の「フェブラリー（February）」は、2月を意味する英語。この名が示す通り毎年2月、具体的には2月の第3もしくは第4日曜日に開催される。JRA主催でGIに格付けされる競走としては毎年最初に行われる競走である。
正賞は日本馬主協会連合会会長賞、地方競馬全国協会理事長賞、全国公営競馬主催者協議会会長賞、日本地方競馬馬主振興協会会長賞、ブリーダーズカップ・チャレンジ賞。

## 概要

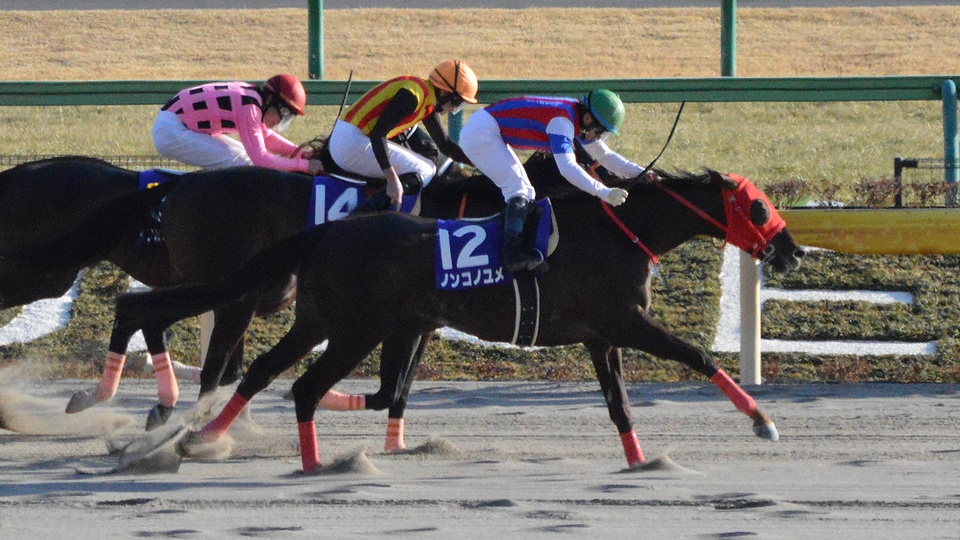
第35回優勝馬ノンコノユメ

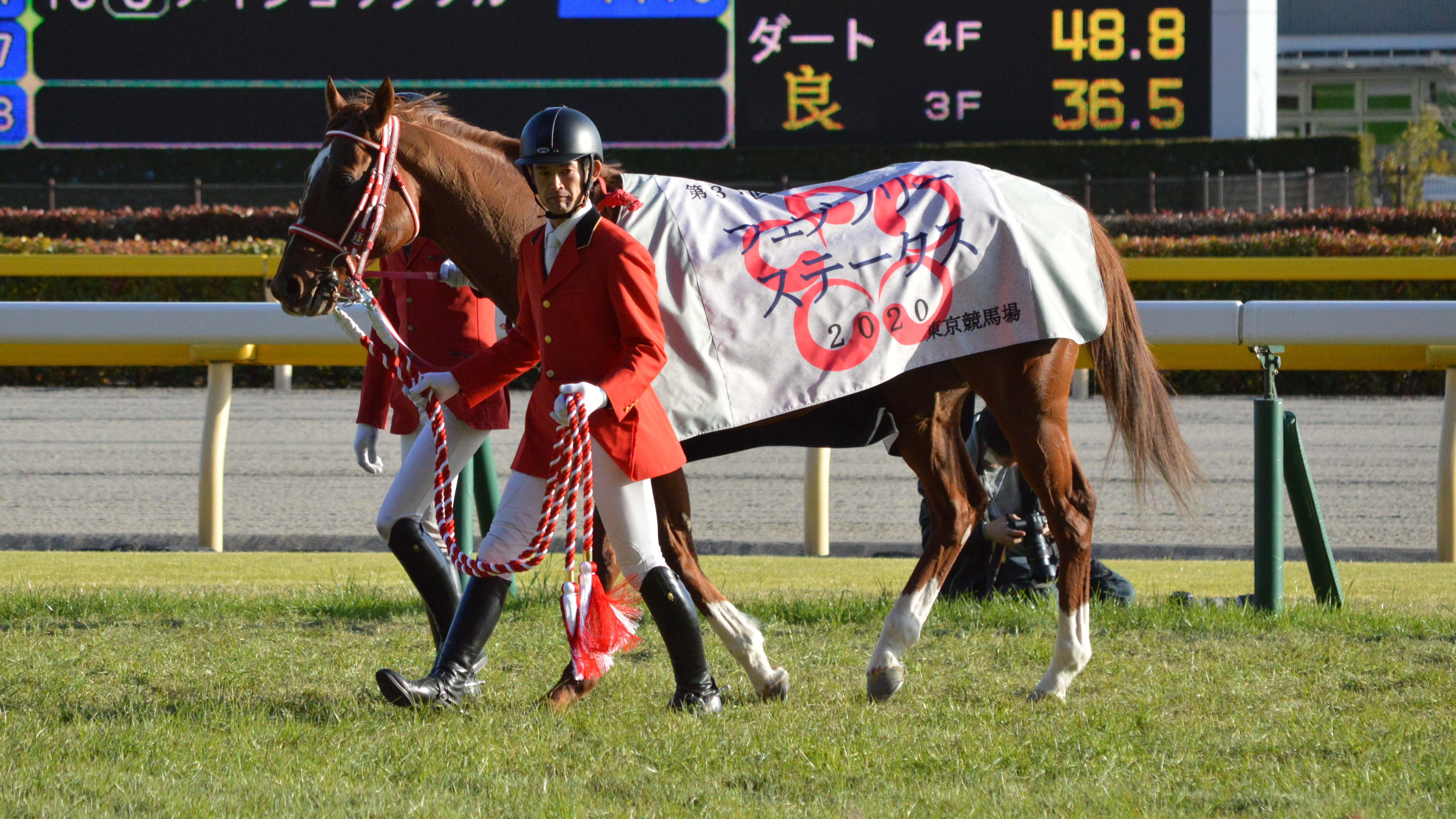
第37回優勝馬モズアスコット

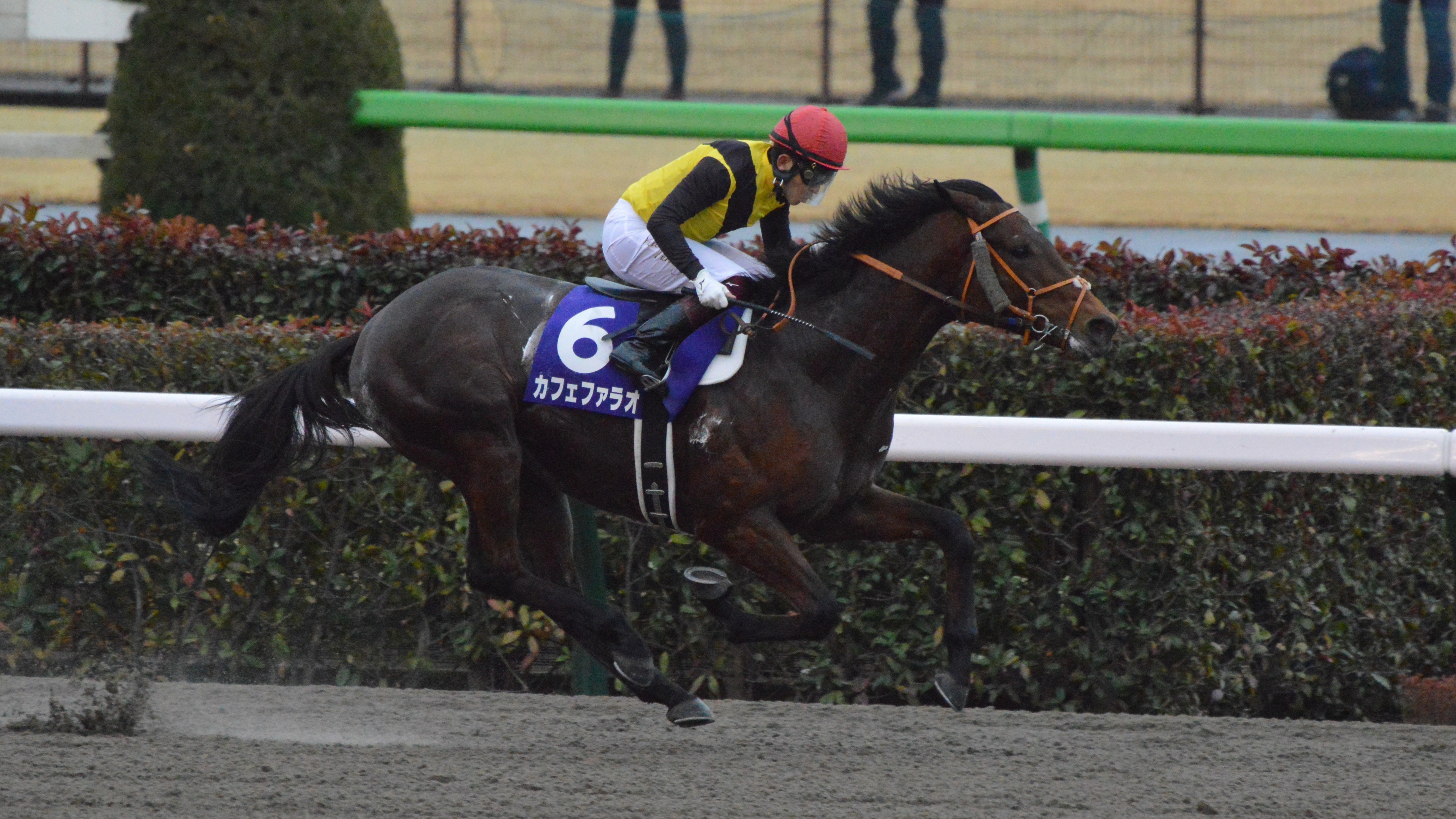
第39回優勝馬カフェファラオ

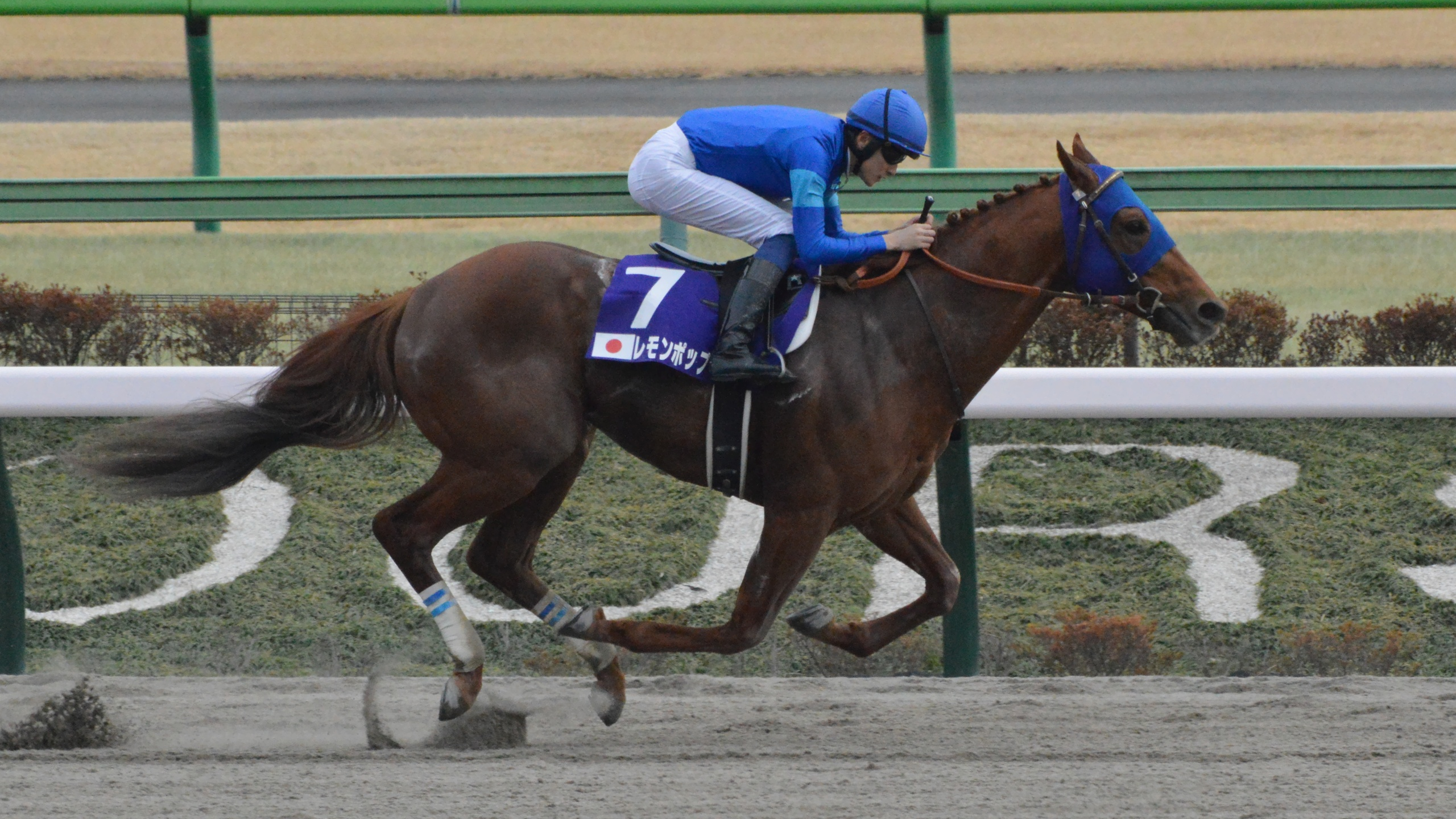
第40回優勝馬レモンポップ

JRAが施行するダート重賞競走では、最も古い歴史を持つ競走である。
1984年に前身となる「フェブラリーハンデキャップ」が創設、東京競馬場のダート1600mで施行され、当初はGIIIの格付けだった。1994年にGIIへ昇格するとともに負担重量も別定に変更、名称も「フェブラリーステークス」に改称された。
その後、中央競馬と地方競馬の交流競走が拡大されるなか、1997年には中央競馬のダート重賞競走として初めてGIに格付けされ、負担重量も定量に変更、国内の上半期のダート最強馬決定戦に位置付けられた。2007年からは国際競走に指定され、外国馬の出走も可能になった。
2016年からブリーダーズカップ・チャレンジの対象競走に指定され、優勝馬には当該年のブリーダーズカップ・クラシックへの優先出走権と出走登録料・輸送費用の一部負担の特権が付与される。
本競走で上位を争った馬からは、アラブ首長国連邦のドバイで行われる国際招待競走「ドバイワールドカップミーティング」へ遠征するものも出るようになった。2011年の優勝馬トランセンドは、ドバイワールドカップで優勝したヴィクトワールピサと接戦の末、2着に入っている。また、1999年にはメイセイオペラ（岩手）が地方競馬所属馬として初めて優勝した。

### 競走条件
以下の内容は、2025年現在のもの。
出走資格：サラ系4歳以上（出走可能頭数：最大16頭）
- JRA所属馬
- 地方競馬所属馬（収得賞金が1601万円以上[9]、かつJRAが別に定める出走馬選定基準により選定された馬[10]）
- 外国調教馬（優先出走）

負担重量：定量（58kg（代替開催で中山競馬場で実施される場合はダート1800mなので4歳57kg、5歳以上58kg）、牝馬2kg減）
- 第1回から第10回まではハンデキャップ、第11回から第13回までは別定[11]。

出馬投票を行った馬のうち、優先出走権（次節参照）のある馬から優先して割り当て、その他の馬は「通算収得賞金」+「過去1年間の収得賞金」+「過去2年間のGI（JpnI）競走の収得賞金」の総計が多い順に割り当てる。

#### 優先出走権
外国馬、およびレーティング順位の上位5頭（2012年より。牡馬・セン馬は110、牝馬は106以上であることが条件）は優先出走できる。
JRA所属馬は、同年に行われる下表の競走で1着となった馬に優先出走権が与えられる。
| 競走名               | 格付 | 施行競馬場 | 施行距離    |
| -------------------- | ---- | ---------- | ----------- |
| プロキオンステークス | GII  | 京都競馬場 | ダート1800m |
| 根岸ステークス       | GIII | 東京競馬場 | ダート1400m |

### 賞金
2025年の1着賞金は1億2000万円で、以下2着4800万円、3着3000万円、4着1800万円、5着1200万円。

### コース
東京競馬場のダートコース、1600mを使用。
スタート地点は芝コース上にあり、スタート直後は芝コースを走行、第2コーナー付近からダートコースに入る。バックストレッチとホームストレッチに2つの坂が設けられており、このうち長さが501mあるスタンド前のホームストレッチには高低差2.4mの上り坂がある。

## 歴史
- 1984年 - 5歳以上の馬によるハンデキャップの重賞競走「フェブラリーハンデキャップ」を新設。東京競馬場のダート1600mで施行、GIII[注 3]に格付け[4]。
- 1989年 - 混合競走に指定[4]。
- 1994年
  - GII[注 3]に昇格[4]。
  - 名称を「フェブラリーステークス」に変更[4]。
- 1995年 - 指定交流競走に指定され、地方競馬所属馬が出走可能となる。
- 1997年
  - GI[注 3]に昇格[4]。
  - ダート競走格付け委員会により、GI[注 4]に格付け（適用は1998年から）。
- 2001年 - 馬齢表示を国際基準へ変更したことに伴い、出走資格を「4歳以上」に変更。
- 2007年
  - 国際競走に指定され、外国調教馬は8頭まで出走可能となる[6]。
  - G1（国際GI）に格付け。
  - 地方競馬所属馬の出走枠が5頭から4頭に縮小。
- 2009年 - この年より地方競馬所属馬の出走資格はJRAが別に定める出走馬選定基準により選定された競走馬のみとなる。
- 2012年 - 出走馬選定方法が変わり、レーティング上位5頭に優先出走を認める。
- 2014年 - トライアル制を確立し、指定された競走の1着馬に優先出走を認める。
- 2016年 - 「ブリーダーズカップ・チャレンジ」指定競走となる。
- 2018年 - 関東馬が20年ぶりに勝利。（2000年から18年連続で関西馬が勝利していた。）
- 2019年 - 藤田菜七子がJRA所属の女性騎手として初めてGIレースに騎乗（騎乗馬はコパノキッキング、5着）[14]。
- 2021年 - 新型コロナウイルス感染拡大防止のため「無観客競馬」として実施[15]。
- 2023年 - 本競走史上初めて海外調教馬が参戦した（カナダ・シャールズスパイト、9着）。
- 2025年 - レイチェル・キングが史上初の女性騎手による日本の平地GI級競走を勝利。

## 歴代優勝馬
距離はすべてダートコース。
優勝馬の馬齢は、2000年以前も現行表記に揃えている。
競走名は第1回から第10回までが「フェブラリーハンデキャップ」、第11回以降は「フェブラリーステークス」。
| 回数   | 施行日        | 競馬場 | 距離  | 優勝馬             | 性齢 | 所属 | タイム | 優勝騎手   | 管理調教師 | 馬主                             | 単勝オッズ | 単勝人気 | 1着本賞金   |
| ------ | ------------- | ------ | ----- | ------------------ | ---- | ---- | ------ | ---------- | ---------- | -------------------------------- | ---------- | -------- | ----------- |
| 第1回  | 1984年2月18日 | 東京   | 1600m | ロバリアアモン     | 牡5  | JRA  | 1:40.1 | 吉永正人   | 松山吉三郎 | 菅浦一                           | 5.1        | 2        | 2700万円    |
| 第2回  | 1985年2月16日 | 東京   | 1600m | アンドレアモン     | 牡6  | JRA  | 1:36.9 | 中島啓之   | 松山康久   | （株）アモン                     | 2.5        | 1        | 2700万円    |
| 第3回  | 1986年2月15日 | 東京   | 1600m | ハツノアモイ       | 牡5  | JRA  | 1:36.7 | 大塚栄三郎 | 仲住芳雄   | 仲川初太郎                       | 3.1        | 1        | 2800万円    |
| 第4回  | 1987年2月21日 | 東京   | 1600m | リキサンパワー     | 牡6  | JRA  | 1:36.5 | 柴田政人   | 高松邦男   | 岩井三郎                         | 6.0        | 4        | 3000万円    |
| 第5回  | 1988年2月20日 | 東京   | 1600m | ローマンプリンス   | 牡7  | JRA  | 1:37.7 | 増沢末夫   | 佐藤征助   | （有）ロング商事                 | 8.3        | 6        | 3200万円    |
| 第6回  | 1989年2月18日 | 東京   | 1600m | ベルベットグローブ | 牡6  | JRA  | 1:37.2 | 郷原洋行   | 大久保房松 | 栗林英雄                         | 5.4        | 2        | 3400万円    |
| 第7回  | 1990年2月17日 | 東京   | 1600m | カリブソング       | 牡4  | JRA  | 1:36.7 | 柴田政人   | 加藤修甫   | （株）荻伏牧場レーシング・クラブ | 2.8        | 1        | 3700万円    |
| 第8回  | 1991年2月16日 | 東京   | 1600m | ナリタハヤブサ     | 牡4  | JRA  | 1:34.9 | 横山典弘   | 中尾謙太郎 | 山路秀則                         | 2.7        | 1        | 4000万円    |
| 第9回  | 1992年2月22日 | 東京   | 1600m | ラシアンゴールド   | 牡4  | JRA  | 1:35.4 | 蛯名正義   | 大久保洋吉 | 大原詔宏                         | 17.9       | 10       | 4200万円    |
| 第10回 | 1993年2月20日 | 東京   | 1600m | メイショウホムラ   | 牡5  | JRA  | 1:35.7 | 柴田政人   | 高橋成忠   | 松本好雄                         | 20.1       | 7        | 4200万円    |
| 第11回 | 1994年2月19日 | 東京   | 1600m | チアズアトム       | 牡5  | JRA  | 1:37.8 | 本田優     | 星川薫     | 北村キヨ子                       | 8.6        | 5        | 6000万円    |
| 第12回 | 1995年2月18日 | 東京   | 1600m | ライブリマウント   | 牡4  | JRA  | 1:36.4 | 石橋守     | 柴田不二男 | 加藤哲郎                         | 5.4        | 2        | 6400万円    |
| 第13回 | 1996年2月17日 | 東京   | 1600m | ホクトベガ         | 牝6  | JRA  | 1:36.5 | 横山典弘   | 中野隆良   | 金森森商事（株）                 | 4.6        | 3        | 6400万円    |
| 第14回 | 1997年2月16日 | 東京   | 1600m | シンコウウインディ | 牡4  | JRA  | 1:36.0 | 岡部幸雄   | 田中清隆   | 安田修                           | 11.9       | 6        | 8000万円    |
| 第15回 | 1998年2月1日  | 東京   | 1600m | グルメフロンティア | 牡6  | JRA  | 1:37.5 | 岡部幸雄   | 田中清隆   | 石井政義                         | 11.2       | 6        | 9400万円    |
| 第16回 | 1999年1月31日 | 東京   | 1600m | メイセイオペラ     | 牡5  | 岩手 | 1:36.3 | 菅原勲     | 佐々木修一 | （有）明正商事                   | 4.7        | 2        | 9400万円    |
| 第17回 | 2000年2月20日 | 東京   | 1600m | ウイングアロー     | 牡5  | JRA  | 1:35.6 | O.ペリエ   | 工藤嘉見   | 池田實                           | 7.1        | 4        | 9400万円    |
| 第18回 | 2001年2月18日 | 東京   | 1600m | ノボトゥルー       | 牡5  | JRA  | 1:35.6 | O.ペリエ   | 森秀行     | （有）池ばた                     | 10.4       | 5        | 9400万円    |
| 第19回 | 2002年2月17日 | 東京   | 1600m | アグネスデジタル   | 牡5  | JRA  | 1:35.1 | 四位洋文   | 白井寿昭   | 渡辺孝男                         | 3.5        | 1        | 9400万円    |
| 第20回 | 2003年2月23日 | 中山   | 1800m | ゴールドアリュール | 牡4  | JRA  | 1:50.9 | 武豊       | 池江泰郎   | （有）社台レースホース           | 3.1        | 1        | 9400万円    |
| 第21回 | 2004年2月22日 | 東京   | 1600m | アドマイヤドン     | 牡5  | JRA  | 1:36.8 | 安藤勝己   | 松田博資   | 近藤利一                         | 1.3        | 1        | 9400万円    |
| 第22回 | 2005年2月20日 | 東京   | 1600m | メイショウボーラー | 牡4  | JRA  | 1:34.7 | 福永祐一   | 白井寿昭   | 松本好雄                         | 2.0        | 1        | 9400万円    |
| 第23回 | 2006年2月19日 | 東京   | 1600m | カネヒキリ         | 牡4  | JRA  | 1:34.9 | 武豊       | 角居勝彦   | 金子真人ホールディングス（株）   | 2.7        | 1        | 9400万円    |
| 第24回 | 2007年2月18日 | 東京   | 1600m | サンライズバッカス | 牡5  | JRA  | 1:34.8 | 安藤勝己   | 音無秀孝   | 松岡隆雄                         | 5.9        | 3        | 9400万円    |
| 第25回 | 2008年2月24日 | 東京   | 1600m | ヴァーミリアン     | 牡6  | JRA  | 1:35.3 | 武豊       | 石坂正     | （有）サンデーレーシング         | 2.4        | 1        | 9400万円    |
| 第26回 | 2009年2月22日 | 東京   | 1600m | サクセスブロッケン | 牡4  | JRA  | 1:34.6 | 内田博幸   | 藤原英昭   | 高嶋哲                           | 20.6       | 6        | 9400万円    |
| 第27回 | 2010年2月21日 | 東京   | 1600m | エスポワールシチー | 牡5  | JRA  | 1:34.9 | 佐藤哲三   | 安達昭夫   | （株）友駿ホースクラブ           | 1.7        | 1        | 9400万円    |
| 第28回 | 2011年2月20日 | 東京   | 1600m | トランセンド       | 牡5  | JRA  | 1:36.4 | 藤田伸二   | 安田隆行   | 前田幸治                         | 3.5        | 1        | 9400万円    |
| 第29回 | 2012年2月19日 | 東京   | 1600m | テスタマッタ       | 牡6  | JRA  | 1:35.4 | 岩田康誠   | 村山明     | 吉田和美                         | 24.3       | 7        | 9400万円    |
| 第30回 | 2013年2月17日 | 東京   | 1600m | グレープブランデー | 牡5  | JRA  | 1:35.1 | 浜中俊     | 安田隆行   | （有）社台レースホース           | 6.7        | 3        | 9400万円    |
| 第31回 | 2014年2月23日 | 東京   | 1600m | コパノリッキー     | 牡4  | JRA  | 1:36.0 | 田辺裕信   | 村山明     | 小林祥晃                         | 272.1      | 16       | 9400万円    |
| 第32回 | 2015年2月22日 | 東京   | 1600m | コパノリッキー     | 牡5  | JRA  | 1:36.3 | 武豊       | 村山明     | 小林祥晃                         | 2.1        | 1        | 9400万円    |
| 第33回 | 2016年2月21日 | 東京   | 1600m | モーニン           | 牡4  | JRA  | 1:34.0 | M.デムーロ | 石坂正     | 馬場幸夫                         | 5.1        | 2        | 9700万円    |
| 第34回 | 2017年2月19日 | 東京   | 1600m | ゴールドドリーム   | 牡4  | JRA  | 1:35.1 | M.デムーロ | 平田修     | 吉田勝己                         | 5.0        | 2        | 9700万円    |
| 第35回 | 2018年2月18日 | 東京   | 1600m | ノンコノユメ       | 騸6  | JRA  | 1:36.0 | 内田博幸   | 加藤征弘   | 山田和正                         | 10.7       | 4        | 1億円       |
| 第36回 | 2019年2月17日 | 東京   | 1600m | インティ           | 牡5  | JRA  | 1:35.6 | 武豊       | 野中賢二   | 武田茂男                         | 2.6        | 1        | 1億円       |
| 第37回 | 2020年2月23日 | 東京   | 1600m | モズアスコット     | 牡6  | JRA  | 1:35.2 | C.ルメール | 矢作芳人   | （株）キャピタル・システム       | 2.8        | 1        | 1億円       |
| 第38回 | 2021年2月21日 | 東京   | 1600m | カフェファラオ     | 牡4  | JRA  | 1:34.4 | C.ルメール | 堀宣行     | 西川光一                         | 3.3        | 1        | 1億円       |
| 第39回 | 2022年2月20日 | 東京   | 1600m | カフェファラオ     | 牡5  | JRA  | 1:33.8 | 福永祐一   | 堀宣行     | 西川光一                         | 5.1        | 2        | 1億2000万円 |
| 第40回 | 2023年2月19日 | 東京   | 1600m | レモンポップ       | 牡5  | JRA  | 1:35.7 | 坂井瑠星   | 田中博康   | ゴドルフィン                     | 2.2        | 1        | 1億2000万円 |
| 第41回 | 2024年2月18日 | 東京   | 1600m | ペプチドナイル     | 牡6  | JRA  | 1:35.7 | 藤岡佑介   | 武英智     | 沼川一彦                         | 38.0       | 11       | 1億2000万円 |
| 第42回 | 2025年2月23日 | 東京   | 1600m | コスタノヴァ       | 牡5  | JRA  | 1:35.5 | R.キング   | 木村哲也   | 吉田勝己                         | 4.3        | 2        | 1億2000万円 |

## フェブラリーステークスの記録
- レースレコード - 1:33.8（第39回優勝馬カフェファラオ）[17]
  - 優勝タイム最遅記録 - 1:40.1（第1回優勝馬 ロバリアアモン）[18]
- 最年長優勝馬 - 7歳（第5回優勝馬ローマンプリンス）
- 最多優勝馬 - 2勝（第31回・第32回優勝馬コパノリッキー、第38回・第39回優勝馬カフェファラオ）
- 最多優勝騎手 - 5勝
  - 武豊（第20回・第23回・第25回・第32回・第36回）[19]
- 最多優勝調教師 - 3勝
  - 村山明（第29回・第31回・第32回）[20]
- 最多勝利種牡馬 - 4勝
  - ゴールドアリュール（第27回・第31回・第32回・第34回）[21]
- 親子制覇
  - ゴールドアリュール - エスポワールシチー・コパノリッキー・ゴールドドリーム